# تورنر وارد
تورنر وارد (بالإنجليزية: Turner Ward)‏ هو لاعب كرة قاعدة أمريكي، ولد في 11 أبريل 1965 في أورلاندو في الولايات المتحدة.

## وصلات خارجية
- تورنر وارد على موقع دوري كرة القاعدة الرئيسي (الإنجليزية)
- تورنر وارد على موقعبيزبول رفرنس.كوم (الدوري الرئيسي) (الإنجليزية)
- تورنر وارد على موقعبيزبول رفرنس.كوم (الدوري الثانوي) (الإنجليزية)
- تورنر وارد على موقع إي إس بي إن.كوم (أم.أل.بي) (الإنجليزية)
- تورنر وارد على موقع مشجعي الرسوم البيانية (الإنجليزية)